# Kościół św. Piotra i św. Pawła w Otfinowie
Kościół pw. św. Piotra i św. Pawła – zabytkowy rzymskokatolicki kościół parafialny w Otfinowie, w województwie małopolskim, w powiecie tarnowskim, w gminie Żabno.
Autorem projektu kościoła, był architekt Jan Sas-Zubrzycki. Kościół został wpisany do rejestru zabytków nieruchomych województwa małopolskiego.

## Historia
W 1667 roku Jerzy Lubomirski wzniósł – już nieistniejący – drewniany kościółek. Budowa nowego murowanego kościoła – według projektu z 1905 roku Jana Sas-Zubrzyckiego – trwała w latach 1914–1918. W czasie I wojny światowej budynek został zniszczony, a w latach 1918–1929 odbudowany.

## Architektura
Budynek w styl nadwiślańskim, murowany z kamienia z dekoracyjnym dodatkiem cegły, trójnawowy, bazylikowy z transeptem. Prezbiterium posiada cztery przęsła, zamknięte jest trójboczną apsydą. Nawa główna ma trzy przęsła. Prezbiterium, nawa główna i transept są tej samej szerokości, nawy boczne są o połowę węższe zgodnie z zasadą systemu wiązanego. Do prezbiterium dobudowana jest kaplica i zakrystia. W fasadzie znajduje się główny portal, oraz dwie wieże (lewa zegarowa) nakryte dachami wieżowymi z czterema narożnymi iglicami. Wnętrze kościoła nakryte jest sklepieniem krzyżowo-żebrowym. Nawa główna przykryta jest dachem dwuspadowm, a nawy boczne dachem pulpitowym. Na skrzyżowaniu kalenicy nawy i transeptu znajduje się sygnaturka.

## Wyposażenie
- Pięć neogotyckich ołtarzy[6];
- chrzcielnica kamienna z XVII wieku[7];
- neogotyckie ambony i konfesjonały[6].